# František Hanuš
František Hanuš (2. dubna 1860 Lanškroun – 7. července 1937 Praha–Hlubočepy) byl český inženýr potravinářské chemie, cukrovarnický odborník, filozof, volnomyšlenkář, sběratel přírodnin a amatérský geolog.

## Život

### Studia
František Hanuš se narodil 2. dubna 1860 v Lanškrouně. Na české technice v Praze studoval v letech 1880 až 1885 chemii a během svých studií vykonával práci asistenta (spolupracovníka) profesora Otakara Feistmantela v Mineralogicko-geologickém ústavu. V okolí Prahy (v oblasti Barrandienu) již od mládí sbíral zkameněliny (hlavně trilobity) společně s přírodovědcem geologem a paleontologem Antonínem Fričem a s paleontologem Otomarem Pravoslavem Novákem (jediný přímý žák Joachima Barranda). František Hanuš byl také po krátký čas přispěvatelem hesel do Ottova slovníku naučného (pod značkou „-n-“).

Učitelé, spolupracovníci, kolegové a další osobnosti, které jej ovlivnili
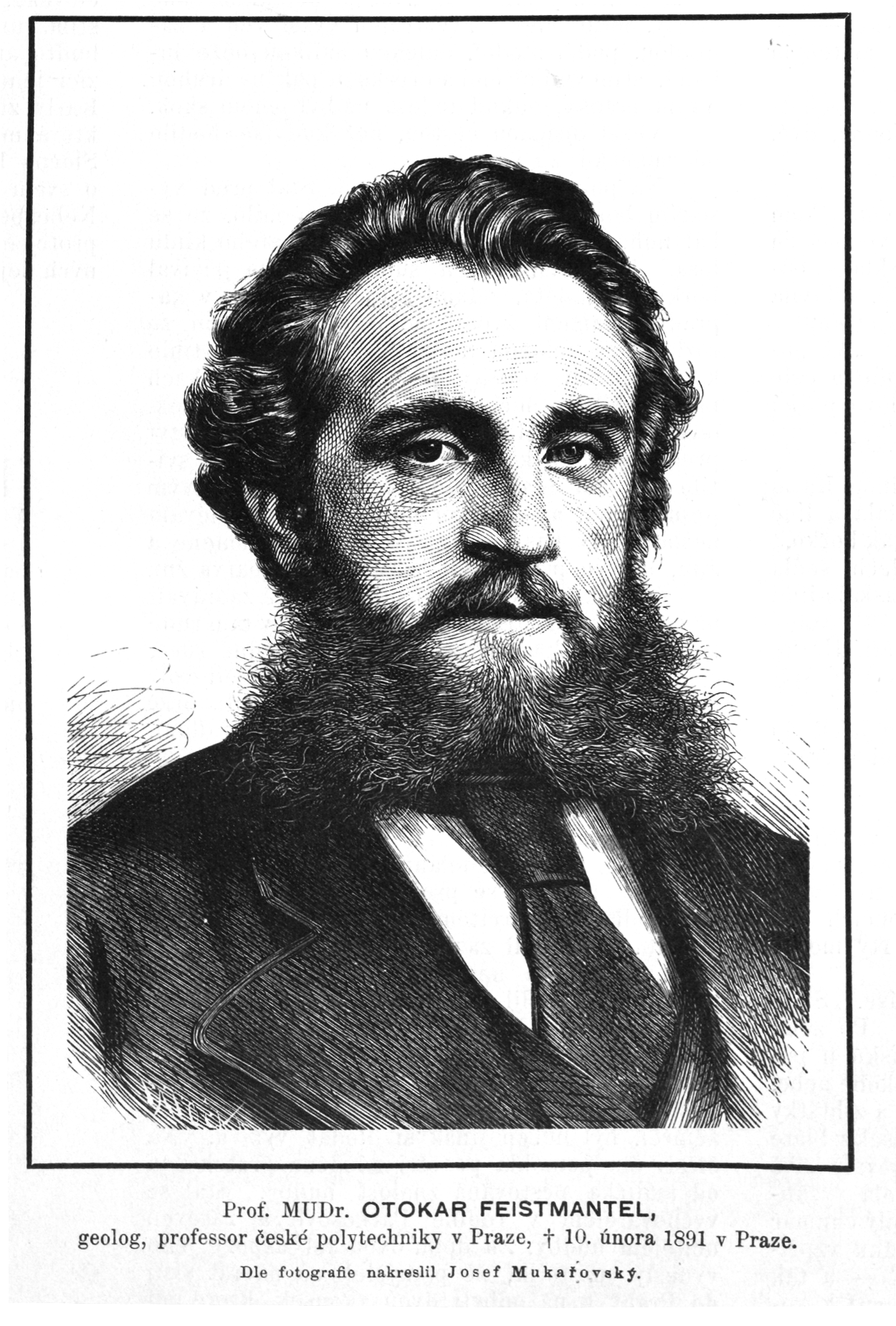
Otakar Feistmantel
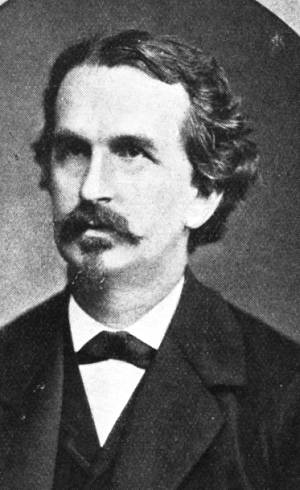
Antonín Frič
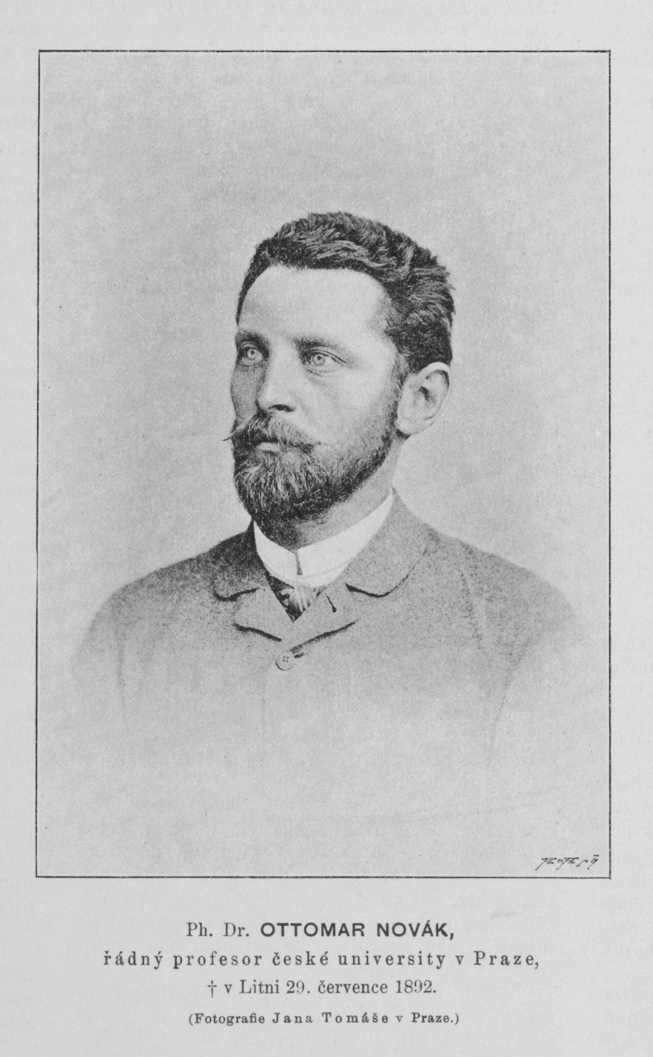
Otomar Pravoslav Novák
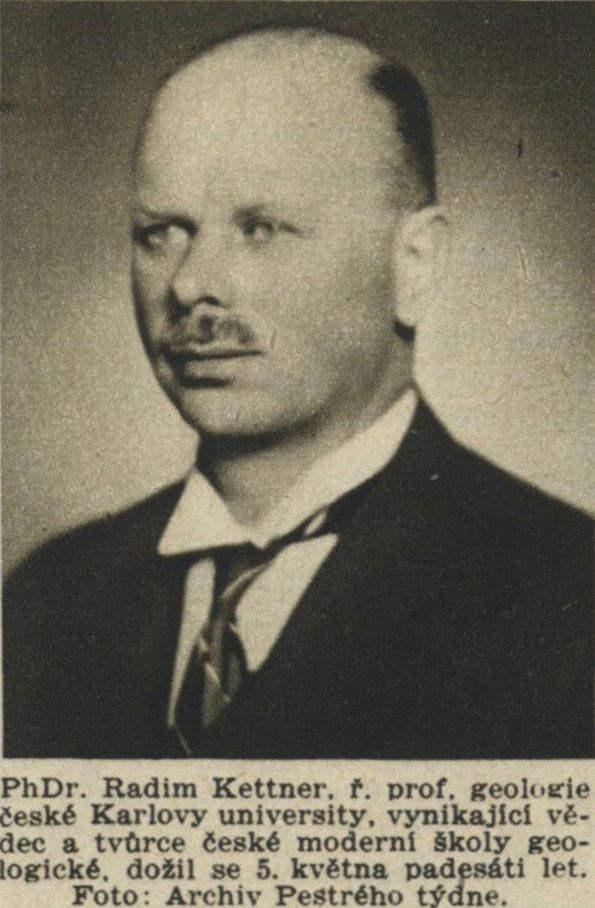
Radim Kettner

### Cukrovarnictví a odborné statě
Po skončení vysokoškolských studií odešel Hanuš do Ruska. Tam pracoval jako chemik v ukrajinských cukrovarech a posléze i ve funkci ředitele cukrovaru. V roce 1908 se František Hanuš vrátil z Ruska zpět do Čech. Pobýval v Českých Budějovicích a v té době se v jižních Čechách věnoval sběru tzv. přírodních skel – moldavitů (vltavínů). Později se František Hanuš přestěhoval do Prahy. Věnoval se publikování odborných statí a v letech 1919 až 1922 spoluredigoval odborné periodikum Listy cukrovarnické. Publikoval nejen odborné práce (texty) z oboru dermatologie či cukrovarnictví, ale psal i filozofické stati o osobní a sociální etice, logice, idei Boha a duše a přispíval rovněž i do periodika Volná myšlenka. Ke konci života žil v ústraní v Praze-Hlubočepech. František Hanuš zemřel 7. července 1937 v Praze–Hlubočepích.

### Sběr fosilií
V době, kdy již byl hmotně zajištěn, se František Hanuš naplno věnoval sběru silurských a devonských zkamenělin především v oblasti Barrandienu. Jeho oblíbenými lokalitami byla místa nacházející se v blízkém okolí Prahy (Velká Chuchle, Řeporyje, Radotín, Hlubočepy) ale též místa na Berounsku u Koněprus. Rozsáhlou vědecky uspořádanou sbírku vybudoval nejen na základě vlastních fosilních nálezů, ale využíval i placené nálezy dělníků v průmyslových lomech.

#### Černý lom, Lobolitová stráň
U pražských Řeporyj (v Dalejském údolí) dokonce v roce 1923 přejmenoval (podle tmavých silurských vápenců) původně stěnový lom Kamčatka na Černý lom. Západní část tohoto Černého lomu pak pojmenoval Lobolitová stráň.  

#### Rokycanské kuličky
A byl to František Hanuš, kdo shromáždil kolekci více než patnácti tisíc fosilií tzv. rokycanských kuliček. Tyto křemičité konkrece (nodule) sbíral v širším okolí Rokycan. (Rokycanské kuličky vznikly v prvohorách ve středním ordoviku (cca před 465 miliony let) vysrážením uhličitanů (karbonátů) většinou okolo organických zbytků a často tudíž obsahovaly zkameněliny.)    

#### Korálový Kettnerův útes u Kapličky
Velmi významné nálezy uskutečnil František Hanuš v lomu, který se nachází v okolí dnešního Barrandovského silničního mostu v Praze. (Zde se vyskytují útesové vápence spodního devonu.) Lokalitu popsal geolog, pedagog a báňský odborník PhDr. Radim Kettner kolem roku 1917 a je mezi geology známa jako tzv. Korálový Kettnerův útes u Kapličky. Hanuš z této lokality nashromáždil osmdesát tisíc exemplářů často dobře zachované fauny.

#### Sbírky
František Hanuš shromáždil sbírku 150 tisíc exemplářů spodnopaleozoických zkamenělin. V roce 1922 ji zakoupilo do svých sbírek Národní muzeum. Tam také (v Přírodovědeckém sboru Národního muzea) o svých nálezech přednášel. (Pozdější jeho sbírky získala pražská univerzita.) Hanuš také shromáždil nejspíše nejobsáhlejší sbírku moldavitů (vltavínů) z různých lokalit českých zemí (budějovická pánev, okolí Českých Budějovic a Vodňan, západní Morava). Svoji větší monografii o vltavínech pak publikoval v roce 1928 v Rozpravách České akademie.

## Galerie

Sběr fisilií a přírodnin
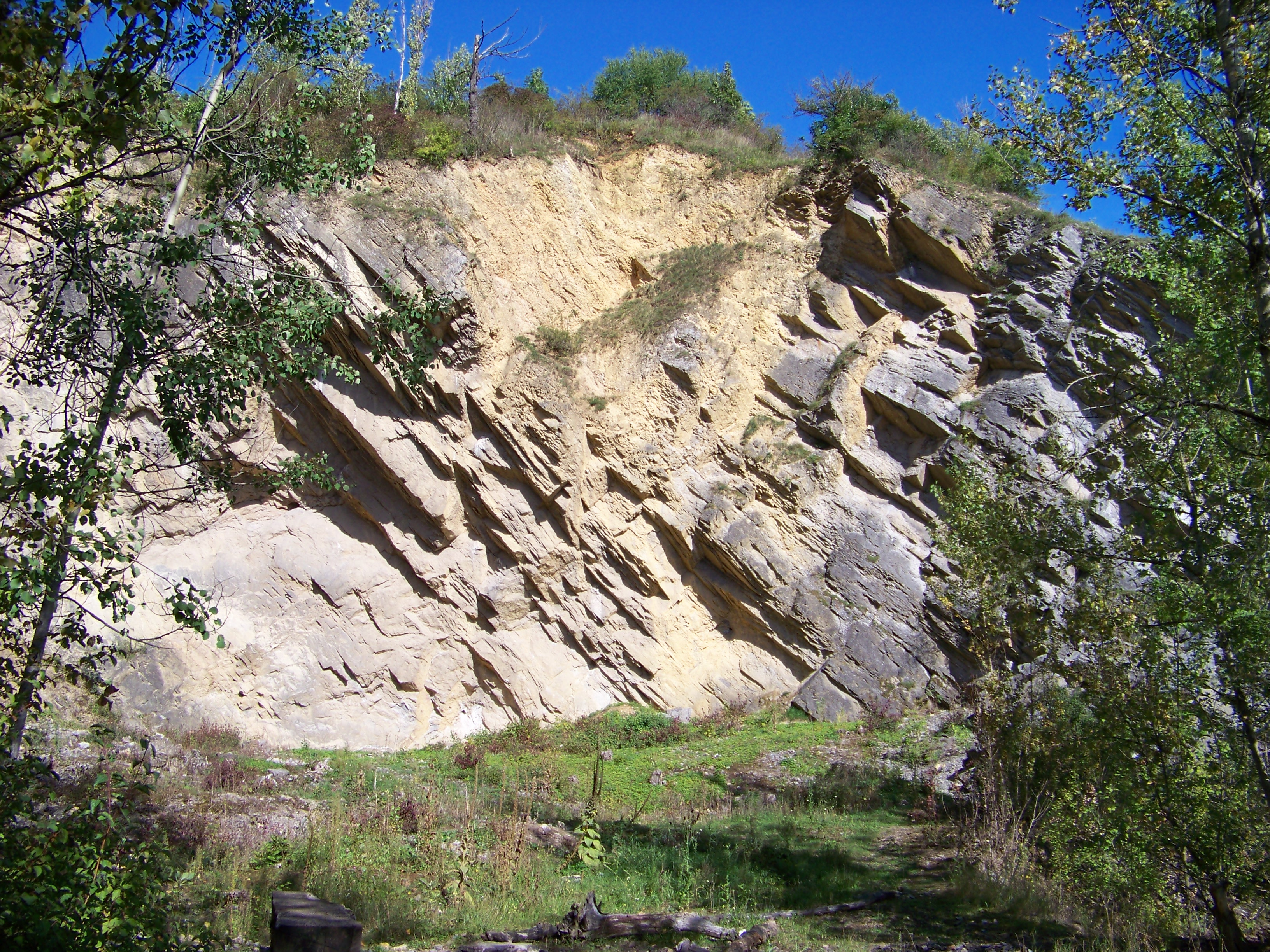
Černý lom
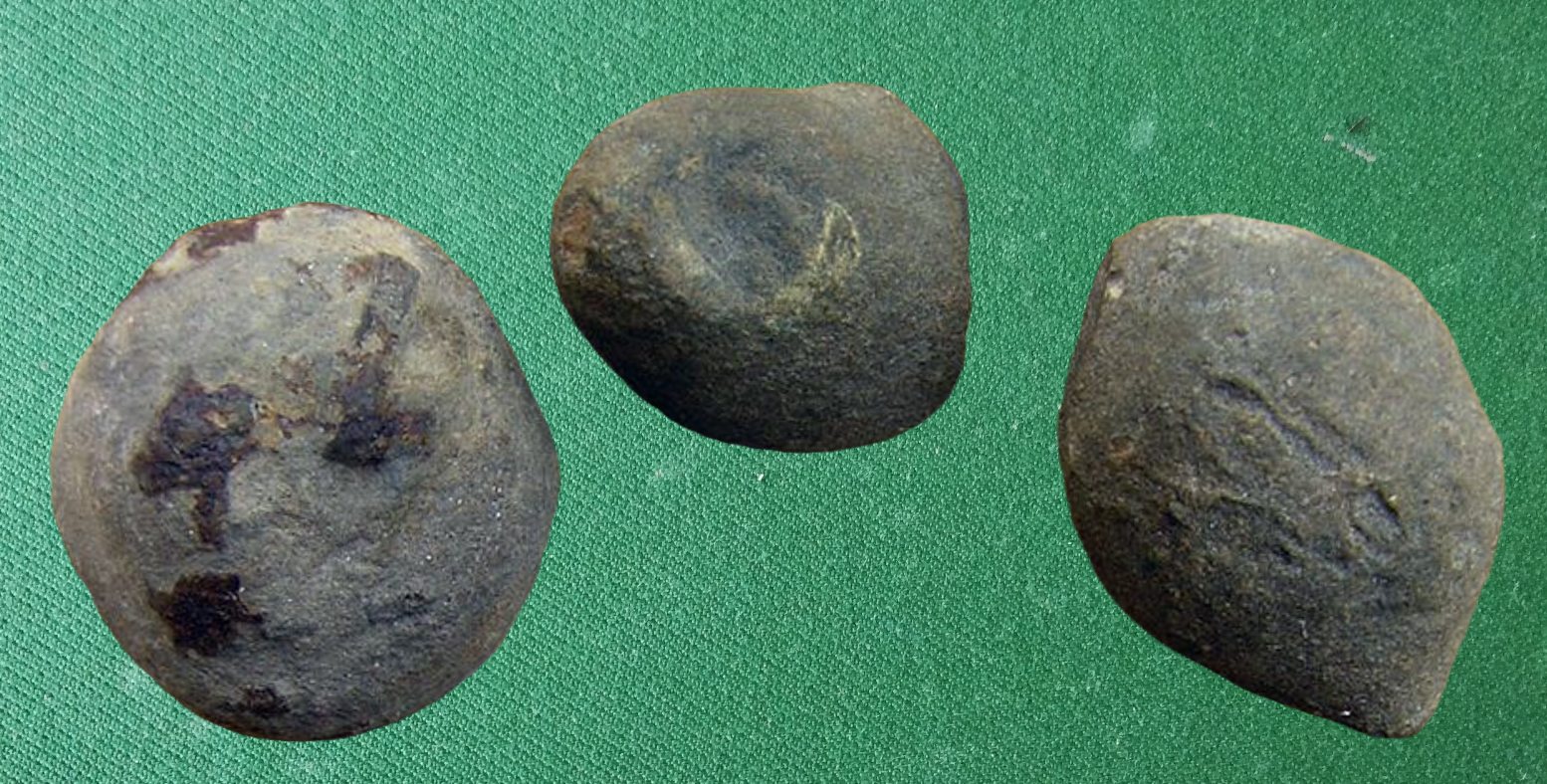
Nerozpůlené Rokycanské kuličky z lokalit: Holoubkov, Mýto, Těškov
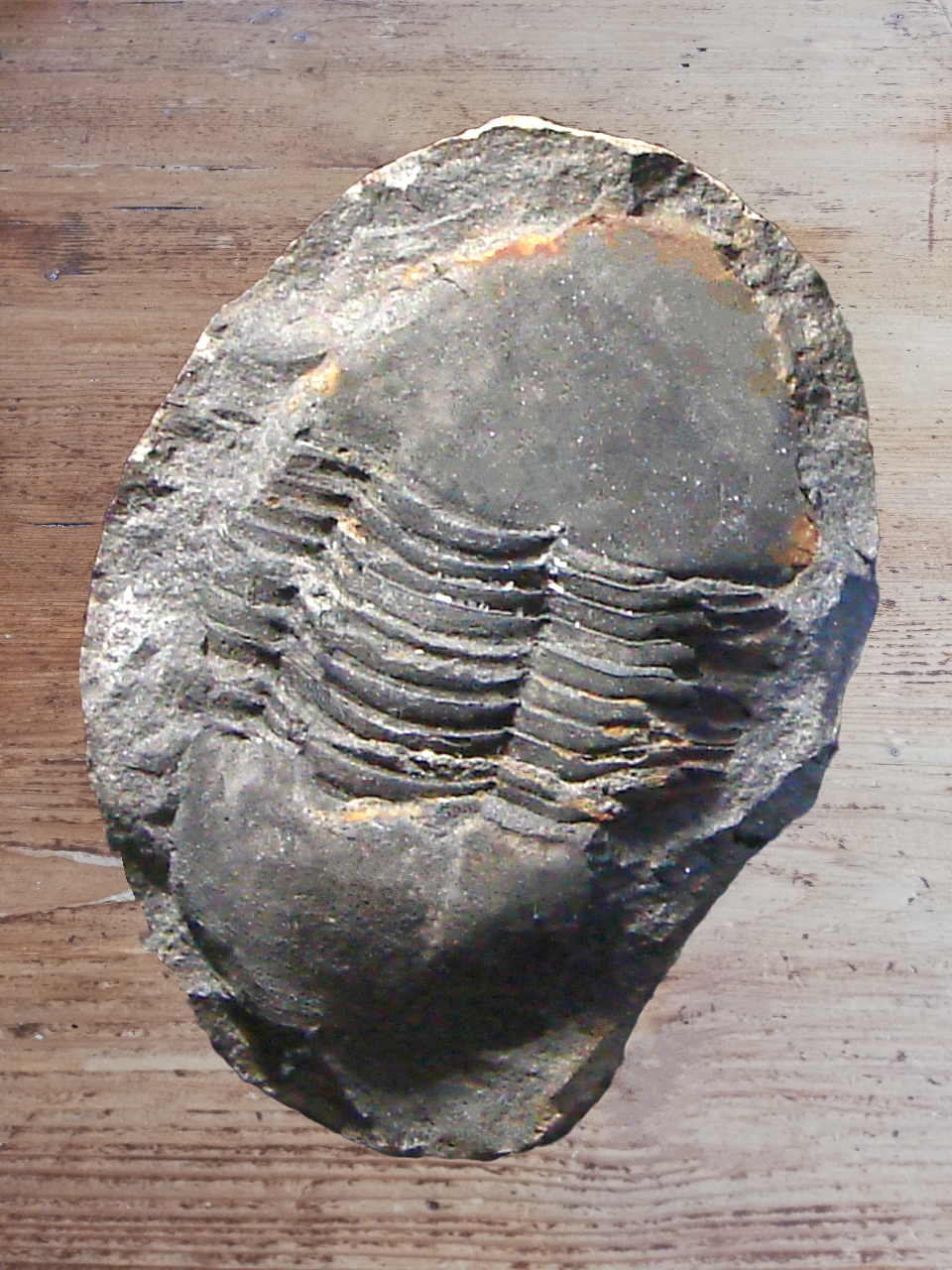
Trilobit Ectillaenus Katzeri uvnitř Rokycanské kuličky
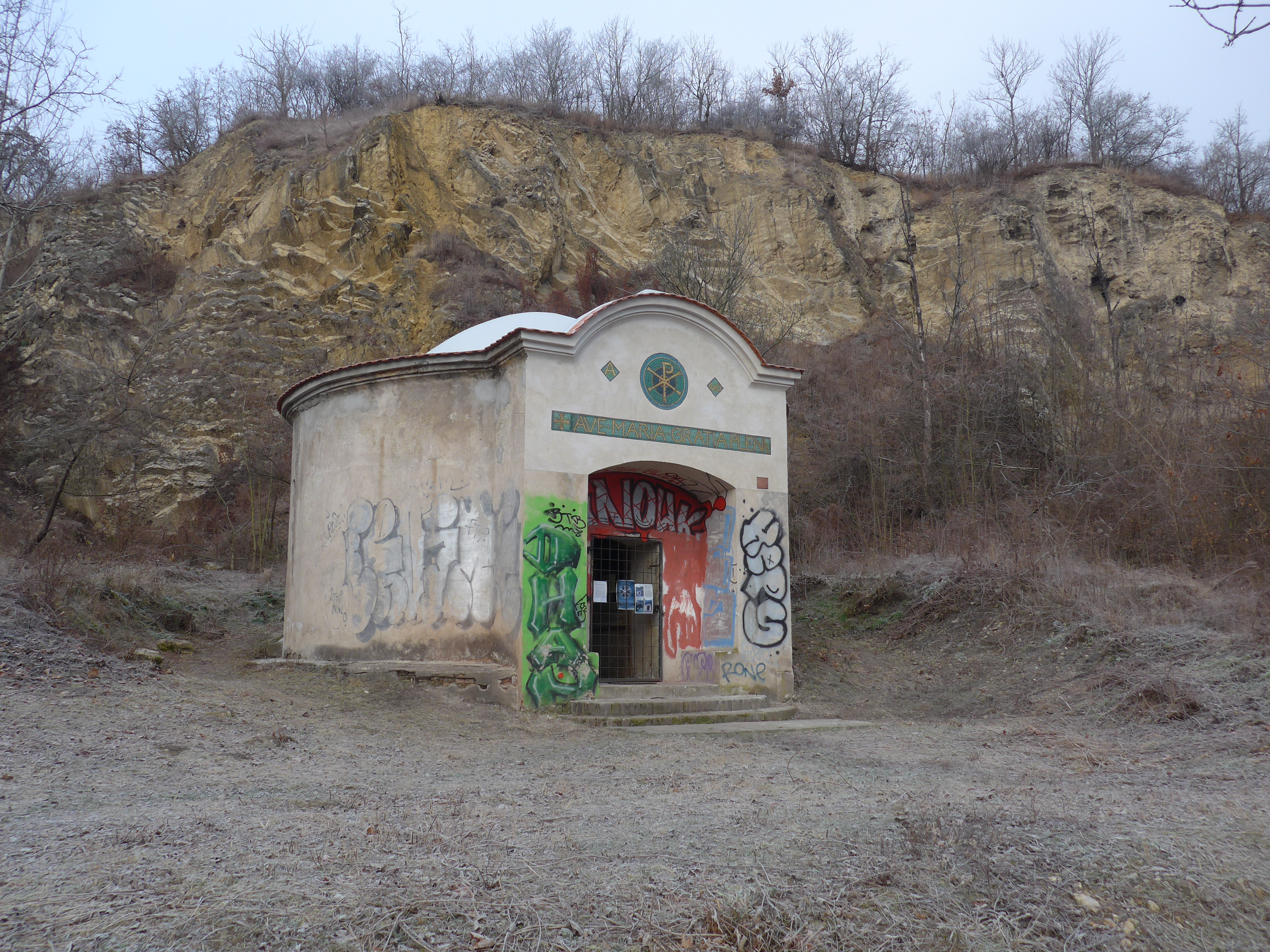
Lom U kapličky, klasická lokalita korálového obzoru (nachází se za kaplí Panny Marie Bolestné na Zlíchově)
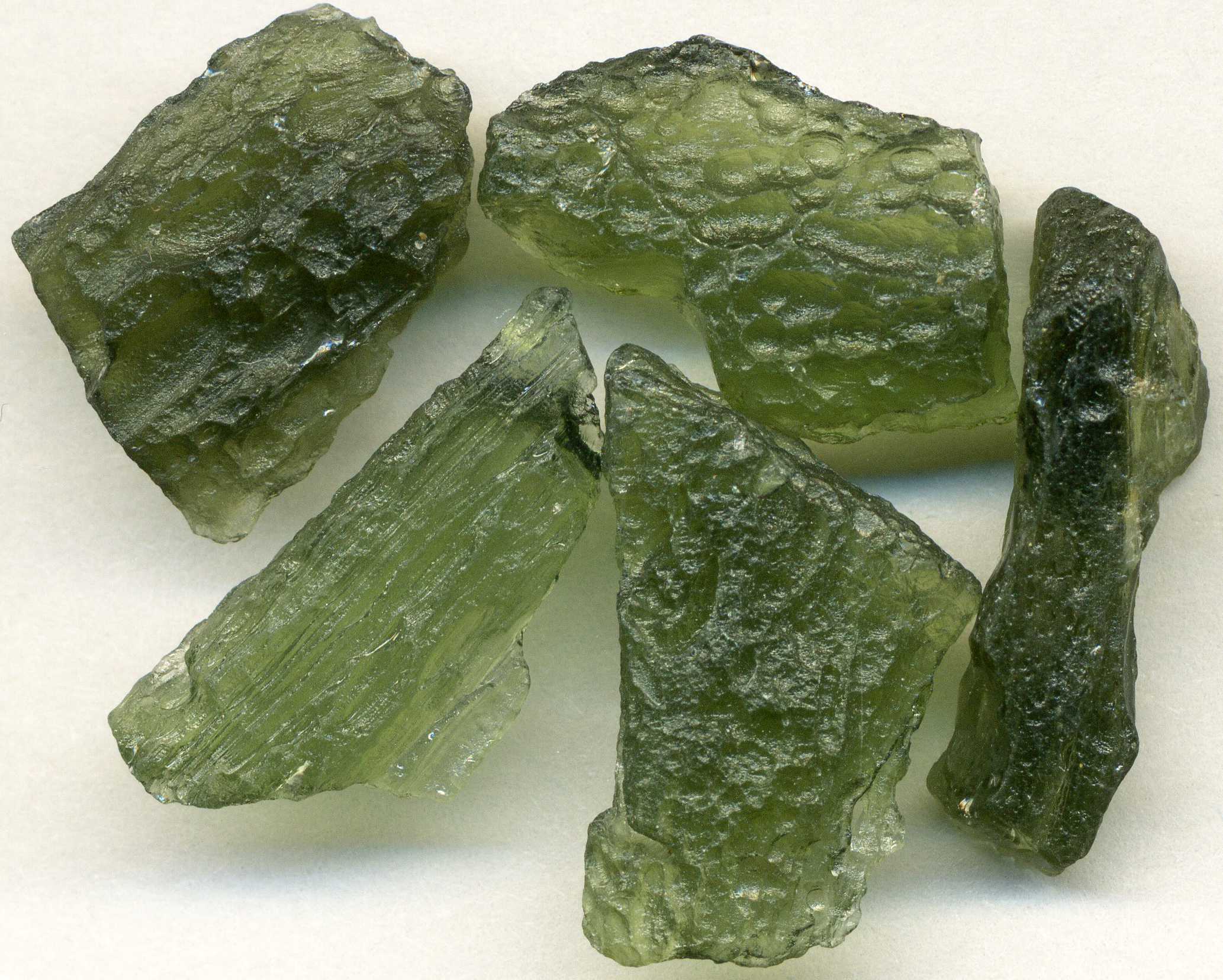
Vltavíny z jižních Čech

## Publikační činnost (chronologicky)
- HANUŠ, František. Zkoušení řepových šťáv pomocí nových usazovacích nádob. V Praze: [s.n.], 1888. 4 strany.
- HANUŠ, František. O stanovení spotřeby topící páry v prvním tělese odpařovací stanice a zároveň o novém způsobu lepšího využitkování topící páry dle soustavy A.D. Dugottier. V Praze: [F. Hanuš, 1892]. 57 stran.
- HANUŠ, František. Přístroje ke kondensaci, pohlcování neb praní par neb plynů drahou šroubovitou, spec. kondensatory pro brydové páry ... Praha: Ed. Grégr, 1893. 4 strany.
- HANUŠ, František. Hledání boha: přírodovědecko-filosofická studie: (problém hmoty, druhá osoba, vědomí hmoty, nesmrtelnost duše, rozum a hmota). Praha: Hejda a Tuček, 1905. 24 stran.
- HANUŠ, František. Rozumové základy ethiky a význam její pro blaho lidí. [Praha]: Hejda a Tuček, 1906. 45 stran.
- HANUŠ, František. Stát budoucnosti: "blaho všem": studie sociální. Praha: Hejda & Tuček, 1906. 63 stran
- HANUŠ, František. Ethika sociální: Zjevy ekonomické, obecné mravnosti a práva, náboženství, filosofie a vědy školství, řeči a umění. Praha: Nakladatelství Hejda & Tuček, 1906. 299 stran.
- Z geologie a paleontologie. Neue Moldavitfundstätten bei B. Budweis, in: Verhandlungen der k. k. Geologischen Reichsanstalt (Wien), 1909, strany 364–366;
- HANUŠ, František. Ethika osobní: ethika těla a duše, zabezpečení existence, styků osob, života pohlavního, individua co člena společnosti. Praha: Hejda & Tuček, [1910]. 230 stran.
- HANUŠ, František. Idea Boha a duše ve světle náboženství, filosofie a vědy: též jakožto úvod k mechanice myšlení. V Praze: Volná myšlenka československá, [1921]. 84 stran.
- HANUŠ, František. Přírodní základy logiky a vědy pojmů. Praha: Hejda & Tuček, 1909. 38 stran.
- HANUŠ, František. Moje sbírka zkamenělin z českého Barrandienu. V Praze: [nakladatel není známý], 1923. 35 stran.
- HANUŠ, František. Moje sbírka zkamenělin z českého Barrandienu, in: Časopis Národního musea, Praha, oddíl přírodovědný 97, 1923, strany: 1–12, 73–84 a 103–116;
- HANUŠ, František. O nových krinoidech (lilijicích) českého siluru a devonu, in: Časopis Národního musea, Praha, oddíl přírodovědný 97, 1923, strany 38–39;
- HANUŠ, František. Pravý poklad zůstatků devonské zvířeny u Prahy, in: Časopis Národního musea, Praha, oddíl přírodovědný 101, 1927, strany 89–96;
- HANUŠ, František. O moldavitech čili vltavínech z Čech a Moravy. V Praze: nákladem České akademie věd a umění, 1928. 83 stran, 9 nečíslovaných listů obrazových příloh. Rozpravy II. třídy České akademie; ročník XXXVII, číslo 24.